# Lijst van verpleegkundige specialisaties
De pagina geeft een onvolledige lijst met voorbeelden van verpleegkundige specialisaties weer.

## A
- AOA Verpleegkundige
- Algemeen Militair Verpleegkundige
- Ambulanceverpleegkundige
- Anesthesieverpleegkundige

## B
- Brandwondenverpleegkundige[1]

## C
- CCU-verpleegkundige
- Coloncareverpleegkundige

## D
- Decubitusverpleegkundige
- Dermatologieverpleegkundige[2]
- Diabetesverpleegkundige
- Dialyseverpleegkundige

## E
- Endoscopieverpleegkundige

## G
- Geriatrisch verpleegkundige
- Gipsverbandmeester

## H
- Hartkatheteriesatieverpleegkundige
- Hartfalenverpleegkundige
- Hematologieverpleegkundige
- High care-verpleegkundige

## I
- IC-verpleegkundige
- IC-Kinder verpleegkundige
- IC-Neonatologie verpleegkundige

## J
- Justitieel verpleegkundige

## K
- Kinderastmaverpleegkundige
- Kinderlongverpleegkundige
- Kinderverpleegkundige

## L
- Longverpleegkundige

## M
- Maag-, darm- en leververpleegkundige
- Mammacareverpleegkundige
- Medisch traumateam-verpleegkundige
- Medium Cardiac Care Verpleegkundige
- Medium care-verpleegkundige
- Multiple Scleroseverpleegkundige[3]

## N
- Neonatologieverpleegkundige
- Neuro verpleegkundige
- Nurse practitioner

## O
- Obstetrie- en gynaecologieverpleegkundige
- Oncologieverpleegkundige
- Operatieassistent

## P
- Parkinsonverpleegkundige[4]
- Physician assistant
- Praktijkondersteuner
- Praktijkopleider
- Psychiatrisch verpleegkundige
- Palliatief verpleegkundige
- Pijnverpleegkundige

## R
- Recoveryverpleegkundige
- Reumaverpleegkundige

## S
- Sociaal-psychiatrisch verpleegkundige
- SEH-verpleegkundige
- Stomaverpleegkundige

## T
- Transferverpleegkundige
- (Technisch thuiszorg verpleegkundige)
- Transplantatieverpleegkundige

## U
- Urologieverpleegkundige

## V
- Verpleegkundig endoscopist
- Verpleegkundig specialist ggz
- Voedingsverpleegkundige

## W
- Wondverpleegkundige
- Wijkverpleegkundige

## Z
- Ziekenhuishygiënist

Lijst van verpleegkundige specialisaties · portaal · afbeeldingen